# Champagne Supernova
«Champagne Supernova» es el duodécimo sencillo de la banda de rock inglesa Oasis, último de su segundo álbum (What's the Story) Morning Glory?. Fue escrito por Noel Gallagher e interpretado por él y la banda, incluyendo a su hermano menor, el vocalista Liam Gallagher. Es la canción de cierre de dicho álbum y dura más de 7 minutos. Solo fue lanzada como sencillo para Australia, Francia y Estados Unidos, aunque el videoclip de la misma sí lo fue para varios canales alrededor del mundo lo cual causó que esta canción tuviese mucho éxito tanto en la televisión como en la radio. El video de la canción fue muy visto en todos los canales de música a nivel mundial sobre todo masivamente en el canal MTV de todo el mundo.
Gallagher obtuvo el título al escuchar mal el nombre de un álbum de los Pixies Bossanova, mientras veía un documental de champagne. La letra carece de significado, ya que como en muchas otras canciones, las palabras están basadas en la sonoridad o musicalidad de las palabras, es decir, en la forma en que el cantante las pronuncia. 
Noel tomó la frase "Caught beneath the landslide" cuando entró a la cocina de la casa de su novia y vio un jarrón de Alessi Gianni. Se puede ver el peculiar jarrón de azúcar en el folleto del CD, donde están las letras. 
En el video musical, Liam hace una especie de homenaje o mención a John Lennon, usando lentes de color púrpura y barba. El tema es uno de los favoritos de los admiradores de Oasis. A pesar de que Noel dijo en una entrevista en 2005 que aún no sabe de qué se trata la canción de verdad, el guitarrista piensa que habla un poco sobre la reencarnación.
En una entrevista realizada por la BBC, Noel bromeó acerca de que el otro guitarrista del grupo, Paul Arthurs, comenzó a llorar durante la grabación de la canción porque era "muy bonita". Esta historia fue reafirmada por Ian Robertson, quien en su libro Oasis: What's The Story?, cuenta que la primera vez que Noel interpretó "Champagne..." para el resto de la banda, - en versión acústica en un bus - el llamado "Bonehead" realmente lloró. Lo primero que vino a la cabeza de Noel en ese momento fue: "¿Realmente la canción es tan mala?".
Paul Weller, líder de The Jam y amigo de la banda, participó en el proceso de grabación de este corte tocando la guitarra principal.
La canción está incluida en el disco recopilatorio Stop the Clocks.

## Lista de canciones
CD single (663344 4), Casete (663344 4)

| N.º   | Título                                | Duración |  |
| 1.    | «Champagne Supernova» (Radio Edit)    | 5:08     |  |
| 2.    | «Champagne Supernova» (Álbum Versión) | 7:31     |  |
| 3.    | «Slide Away»                          | 6:29     |  |
| 19:08 |                                       |          |  |

CD promocional (ESK 7719)

| N.º   | Título                                | Duración |  |
| 1.    | «Champagne Supernova» (Radio Edit)    | 5:08     |  |
| 2.    | «Champagne Supernova» (Álbum Versión) | 7:28     |  |
| 12:36 |                                       |          |  |

Vinilo promocional de 12" (RKID35TP), CD promocional Reino Unido (RKIDS35CPD)

| N.º  | Título                                          | Duración |  |
| 1.   | «Champagne Supernova» (Lynch Mob Beats Mix '95) | 4:44     |  |
| 4:44 |                                                 |          |  |

Vinilo promocional de 7" (Rolling Stone Alemania)

| N.º   | Título                            | Duración |  |
| 1.    | «Champagne Supernova»             | 7:29     |  |
| 2.    | «Acquiesce» (Live At Earls Court) | 3:54     |  |
| 11:53 |                                   |          |  |

## Posicionamiento en listas

### Listas semanales
| Listas (1996)                                   | Mejor posición |
| ----------------------------------------------- | -------------- |
| Australia (ARIA)                                | 26             |
| Canadá (RPM)                                    | 11             |
| Canadá (RPM Alternative 30)                     | 1              |
| Nueva Zelanda (Recorded Music NZ)               | 16             |
| España (Top 100 Canciones)                      | 28             |
| Estados Unidos Billboard Hot 100 Airplay        | 20             |
| Estados Unidos Billboard Modern Rock Tracks     | 1              |
| Estados Unidos Billboard Mainstream Rock Tracks | 8              |
| Estados Unidos Billboard Adult Top 40 Tracks    | 33             |
| Estados Unidos Billboard Mainstream Top 40      | 10             |

### Sucesión en las listas
| Predecesor: «Ironic» de Alanis Morissette | Billboard Modern Rock Tracks - Sencillo No. 1 6 de abril de 1996 - 4 de mayo de 1996 | Sucesor: «Salvation» de The Cranberries |